# استخدامات البخور الدينية
تعود أصول استخدامات البخور الدينية إلى اقدم العصور. فقد يرمز البخور المحترق إلى تقديم أضاحي للآلهة أو الأرواح، أو انها بمثابة تقديم أضاحي إليهم، أو أنها وسيلة مساعدة في الصلاة.

## البوذية والطاوية والشنتو في آسيا

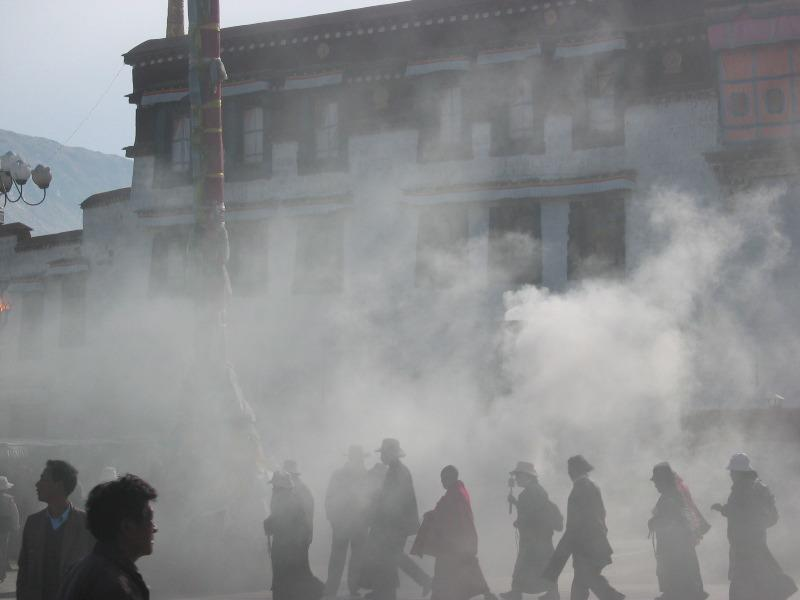
دخان البخور يتصاعد من مواقد ضخمة في لاسا، التبت.

أول استخدام مسجل للبخور يعود للمصريين خلال الأسرة الخامسة، 2345-2494 قبل الميلاد.
ربما تم التوسع في استخدام البخور في الطقوس الدينية في الصين أو تزامن ذلك مع استخداماته في مصر، ثم انتقل في نهاية الامر إلى كوريا واليابان وميانمار وفيتنام ولاوس وكمبوديا وتايلاند وإندونيسيا وماليزيا وسنغافورة والفلبين. ويلعب البخور دورًا عظيماً في الاحتفالات والطقوس البوذية في شرق آسيا وكذلك في المزارات الطاوية الصينية والشينتو اليابانية للإله إيناري أوكامي، أو آلهة الحظ السبعة. واشتهرت بأنها وسيلة لتنقية البيئة المحيطة، مما يؤدي إلى استحضار ملاء من بوذا، وبوديساتفاس، وآلهة، وشياطين، وما شابه ذلك.

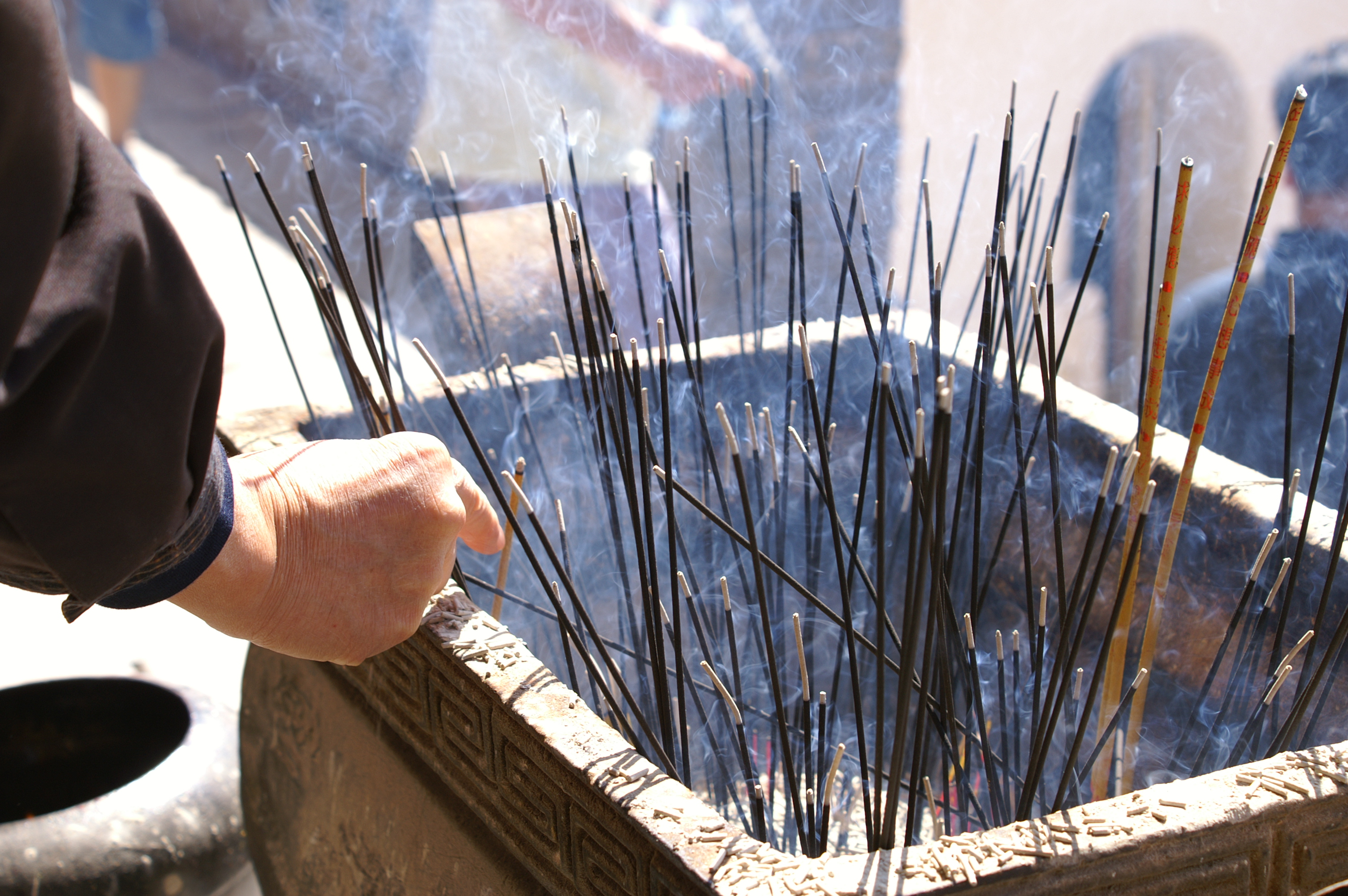
إحراق أعواد بخور في مكان عبادة بوذي صيني.

يتم تعطير المساحات الداخلية ببخور على شكل ملفات سميكة معلقة من السقف أو من على حوامل خاصة في المعابد الطاوية والبوذية الصينية. والمصلون في المعابد يشغلون ويحرقون أعواد البخور على شكل حزم صغيرة وكبيرة، ويلوحون بها من فوق رؤوسهم أثناء إنحنائهم لتماثيل ولوحات الألهه والسلف. يتم بعد ذلك وضع أعواد البخور رأسياً في مبخرة موجودة أمام التماثيل أو اللوحات إما بشكل فردي أو ثلاثي، اعتمادًا على حالة الإله أو مشاعر الفرد.
اما في أضرحة الشنتو اليابانية في إناري أوكامي أو آلهة الحظ السبعة والمعابد البوذية، فيتم وضع أعواد البخور أفقيًا في مبخرة فوق الرماد حيث ان العصي المستخدمة تفتقر عادة إلى قلب داعم لا يحترق.
وتختلف تركيبة ورائحة أعواد البخور بإختلاف المعابد في جميع أنحاء آسيا على نطاق واسع.

## المسيحية

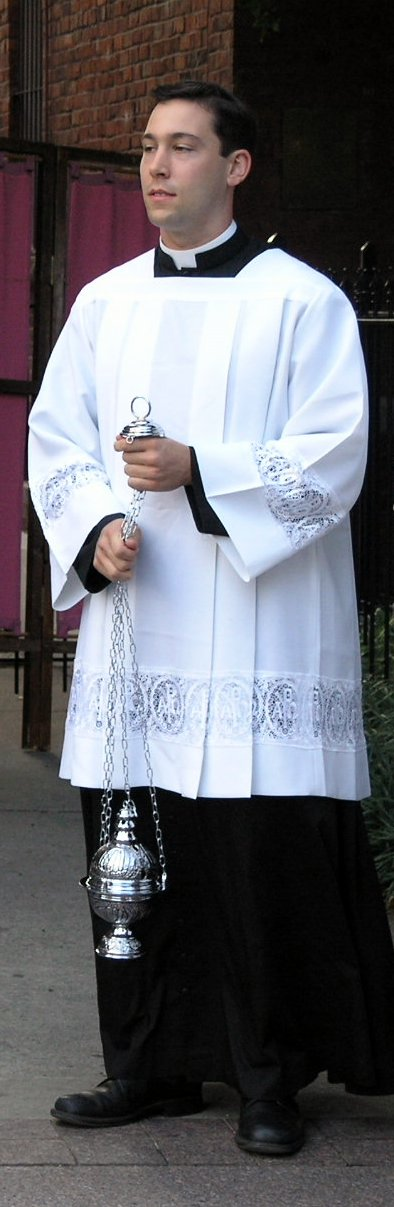
في التراث الكاثوليكي يتم استخدام المبخرة لحرق البخور اثناء طقوس العبادة

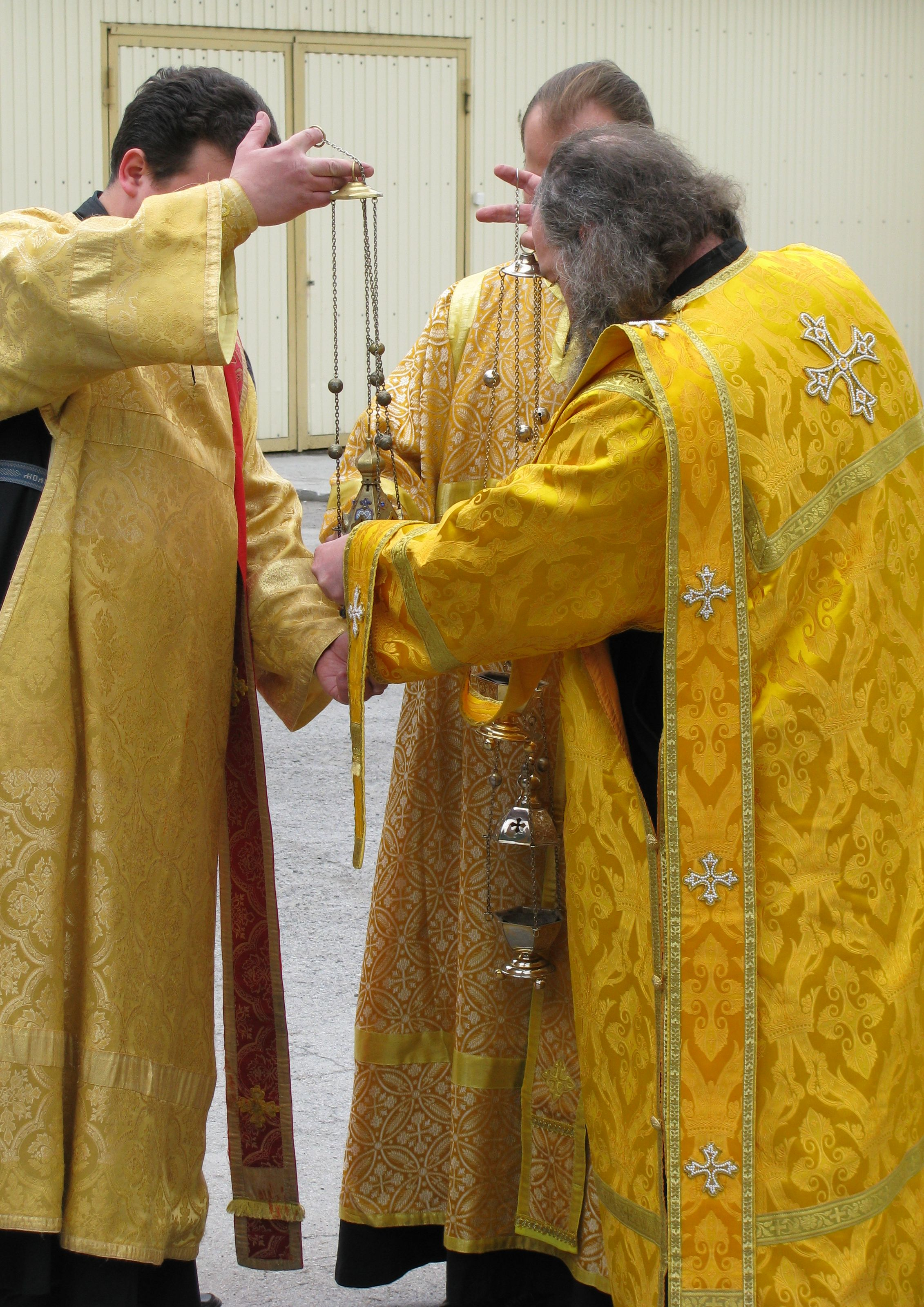
الشمامسة الأرثوذكس يحضرون البخور لموكب الصليب في نوفوسيبيرسك، روسيا.

استخدم المسيحيون البخور في العبادة منذ العصور القديمة، ولا سيما في الكنيسة الرومانية الكاثوليكية / الكنيسة الكاثوليكية الشرقية، والكنائس المسيحية الأرثوذكسية، والكنائس اللوثرية، والكنائس الكاثوليكية / الليبرالية القديمة، وبعض الكنائس الأنجليكانية. كما تزايد استخدام البخور بين بعض الجماعات المسيحية الأخرى؛ فعلى سبيل المثال، يدعو كتاب عبادة الكنيسة الميثودية المتحدة إلى البخور في تسابيح المساء وخدمة الصلاة. وتعود جذور هذه الممارسة إلى التراث اليهودي القديم زمن الهيكل اليهودي الثاني. تفسر كل من الكنائس الغربية الكاثوليكية والكنيسة المسيحية الشرقية دخان حرق البخور على أنه رمز لصعود صلوات المؤمنين إلى السماء. كما تظهر هذه الرمزية في المزمور 141 (140)، الآية 2: «اجعل صلاتي تتجه مثل البخور في نظرك: يدي مرفوعة كتضحية مسائية». وغالبًا ما يستخدم البخور كجزء من طقوس التطهير.
ويرمز البخور في رؤيا يوحنا إلى صلوات القديسين في السماء - «الوعاء الذهبي ممتلئ بالبخور» هو «صلوات القديسين» التي تتسلل إلى أعلى نحو مذبح الله (Revelation 5:8، راجع. Revelation 8:3).
ويتم استخدام نوعية من المباخر لاحتواء البخور اثناء احتراقه.  ويقترب خادم يسمى ثوريفر من الشخص الذي يقوم بالخدمة مع المبخرة المشحونة ويساعده في بعض الأحيان «حامل القارب» الذي يحمل وعاء البخور. يؤخذ البخور وهو على شكل حبيبات أو مسحوق مما يسمى «القارب»، وعادة ما يبارك بالصلاة ويوضع بالملعقة على الجمر. تُغلق المبخرة بعد ذلك، ويتم حملها بالسلسلة ويقوم الكاهن أو الشماس أو الخادم أو المساعد بأرجحتها نحو ما يتم تبخيره بها: الخبز والنبيذ المقدمان للإفخارستيا، الإفخارستيا المكرسة نفسها، الإنجيل أثناء إعلانه (القراءة)، أو الصليب، أو الأيقونات (في الكنائس الشرقية)، أو رجال الدين، أو المصلين، أو شمعة عيد الفصح، أو جسد المتوفى أثناء الجنازة.

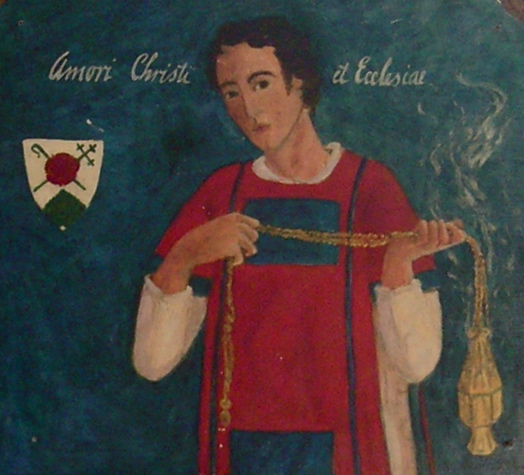
لوحة مقدسة تظهر ثورفر يحمل مبخرة مع بخور محترق، الكنيسة الأنجلو كاثوليكية للراعي الصالح (روزمونت، بنسلفانيا)

يمكن استخدام البخور في العبادة المسيحية في الاحتفال بالافخارستيا، في الاحتفالات الرسمية للخدمة الإلهية، ولا سيما في صلاة الغروب، وفي الجنازات، والبركة، وعرض القربان المقدس، وتكريس الكنيسة أو المذبح، وفي خدمات أخرى. ويستخدم البخور تقريبًا في كل أعمال الخدمة في الكنيسة الأرثوذكسية، الأنجلو كاثوليكية، والكنائس الكاثوليكية / الليبرالية القديمة.
وبالإضافة إلى الحرق، يتم وضع حبات البخور المباركة في شمعة الفصح، وقد وُضعت سابقًا في قبر المذابح المكرسة، على الرغم من أن هذا لم يعد إلزاميًا أو حتى مذكورًا في الكتب الليتورجية.
حاليا يتم استخدام العديد من أنواع البخور، غالبًا مع اللبان أو الجاوي أو المر أو الستيراكس أو الكوبال أو العطريات الأخرى.

## الهندوسية

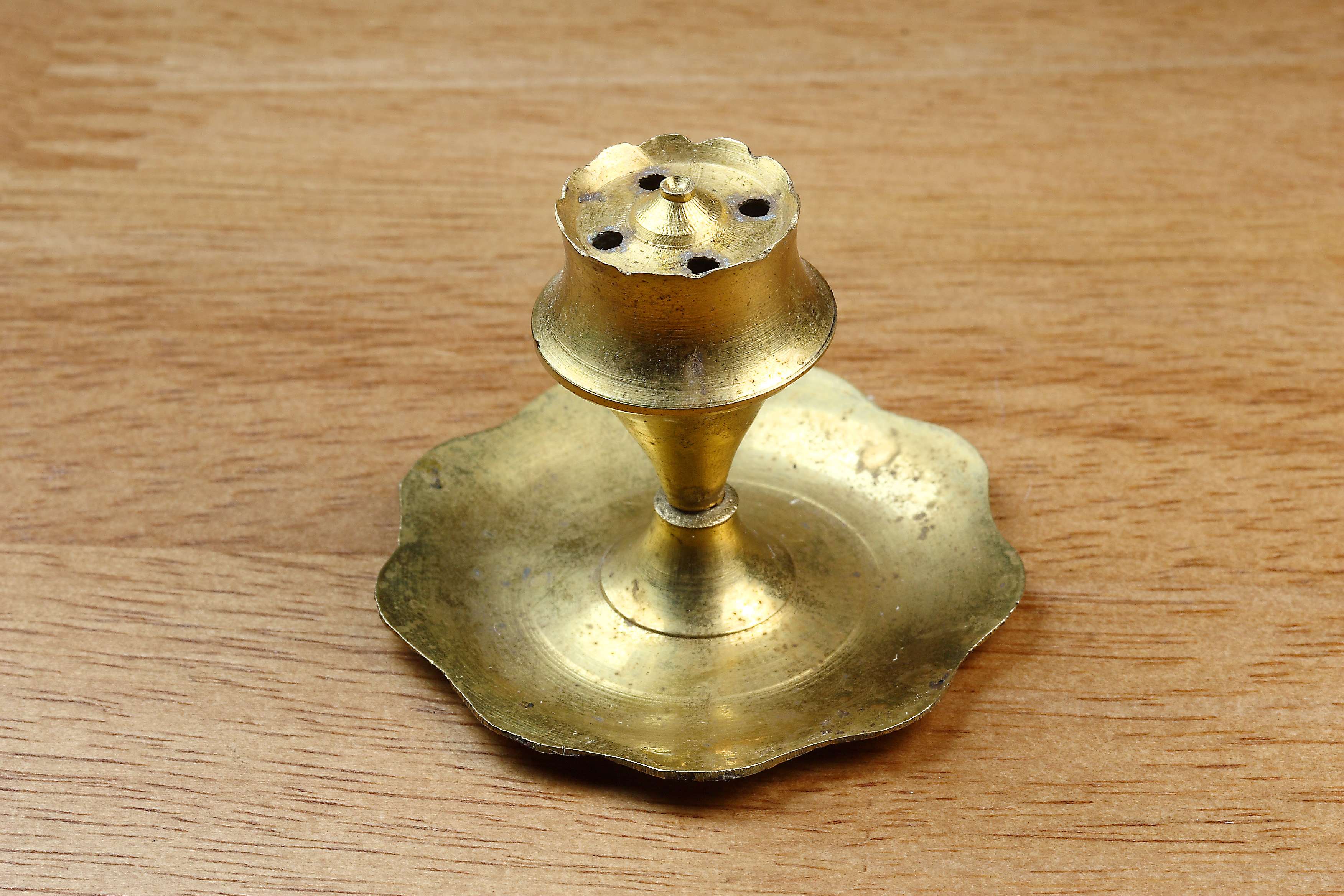
حامل البخور الذي يستخدمه الهندوس لعبادة الآلهة

يستخدم البخور في الهند منذ 3600 قبل الميلاد. ويُعد استخدام البخور ممارسة تقليدية منتشرة في كل مكان تقريبًا في جميع أنواع البوجا والصلوات وأشكال العبادة الأخرى. ويتم تقديم البخور لله كجزء من طقوس العبادة اليومية ضمن التقاليد الهندوسية، (عادةً عن طريق تدوير العصي ثلاث مرات في اتجاه عقارب الساعة) في أشكال ألوهيته، مثل كريشنا وراما. لا تزال هذه الممارسة شائعة في جميع أنحاء الهند، وفي الهندوسية الحديثة في جميع أنحاء العالم. يقال في البهاغافادغيتا أن «كريشنا يقبل التقدمة التي قُدمت له بحب»، وبناءً على هذا المبدأ، يتم تقديم هذه المادة كل يوم من قبل كهنة المعابد أو أولئك الذين لديهم مذبح في منازلهم وأعمالهم.
تقليديا، استخدام راتيج بنزوين الذي تم الحصول عليه من شجرة كوميفورا-ويتي كبخور في الهند القديمة. فيتم سكب هذه الراتنجات فوق الجمر حتى ينبعث منه دخان معطر. ومع ذلك، فإن غالبية بخور الهند الآن تتكون غالباً من مواد كيميائية وليست مكونات طبيعية.

## الدين الإسلامي
يستخدم البخور في العديد من المناسبات مثل حفل تخرج الحفّاظ، وتطهير الكعبة، وما إلى ذلك. فهو يعمل على تعطير الهواء وإمتاع أرواح الحجاج. حيث أن الملائكة في أحد أحاديث الرسول تحب الروائح الطيبة وتكره الروائح الكريهة. وأول مجموعة من الناس يدخلون الجنة يتلألأون كالبدر ومن يتبعهم يتلألأ كألمع نجم في السماء، ولا يتبولوا أو يتبرزوا أو يبصقوا أو يكون لديهم أي إفرازات أنفية. أمشاطهم من ذهب وعرقهم رائحة المسك. وستخدم خشب الصبر في المباخر الخاصة بهم. وزوجاتهم الحورالعين. وكلهم متشابهين مثل أبيهم آدم في كونه بطول ستين ذراعا.
كما يتم أيضًا حرق أوراق شجرة الزيتون كبخور في بعض دول البحر الأبيض المتوسط الإسلامية.

## اليهودية
«كيتورت» هو البخور الموصوف في الكتاب المقدس لاستخدامه في الهيكل. وتم وصف تركيبه واستخدامه بمزيد من التفصيل في المدراش والتلمود والأدب الحاخامي اللاحق. وعلى الرغم من أنه لم يتم إنتاجه بعد تدمير الهيكل الثاني في عام 70 م، إلا أن بعض اليهود يدرسون تركيبة بخور الهيكل القديم لاستخدامه في المستقبل في الهيكل بعد ترميمه كجزء من الخدمة اليهودية اليومية.
لا تزال اليهودية المعاصرة تستخدم التوابل العطرية في أحد الطقوس، وهي مراسم هافدالة التي تنتهي يوم السبت. بالإضافة إلى ذلك، هناك نعمة على الروائح الطيبة.

## الوثنية المعاصرة
غالبًا ما يتم استخدام البخور في طقوس باغان لتمثيل عنصر الهواء، وذلك على الرغم من أن الأساليب الأكثر حداثة لسحر البخور توضح أن البخور يمثل في الواقع جميع العناصر. وذلك يعود إلى حقيقة أن دخان البخور يتدفق في الهواء، ويتكون من استخدام النار، وتنمو مواد البخور من الأرض، ويتكون البخور القابل للاحتراق بفضل الماء. البخور من ضمن مجموعة واسعة من العطور التي يتم استخدامها أيضًا في التعاويذ والطقوس لأغراض مختلفة.
وعلى الرغم من ان العديد من التقاليد الوثنية تربط بين المواد النباتية والسمات السحرية (انظر أدناه)، فإن هذه الروابط تختلف بشكل كبير من تقليد إلى آخر. وعموما، الوثنية الجديدة واليكا تقوم باستخدام البخور لغرضين أساسيين في الطقوس الحديثة. أولاً، يُعتقد أن البخور يخلق جوًا سحريًا مناسبًا لاستدعاء (أو دعوة) الآلهة والأرواح الموجودة غالبًا حول مذبح باغان. ثانيًا، يُعتقد أن حرق البخور يطلق كمية كبيرة من الطاقة الكامنة داخل البخور الطبيعي بحيث يمكن استخدامه لأغراض سحرية.
يتم تجنب استخدام البخور «المعطر» أو «المغمس» أو البخور الصناعي بشكل عام أثناء الأعمال السحرية، حيث يُعتقد أن هذه المواد الاصطناعية لا تحتوي على الطاقات المفيدة للسحر.
لا تنطبق الروابط أدناه على جميع التقاليد، ولكنها توفر نظرة عامة على الجمعيات السحرية للبخور.
- اللبان - يتم حرقه للتنقية، وخلق جو تعبدي وروحاني، ويرتبط بالشمس. كما يرتبط اللبان بالقوى الذكورية.
- المر - له خصائص مشابهة لللبان، على الرغم من استخدامه أيضًا للشفاء والجاذبية. كان يتم استخدامه في التحنيط في العصور القديمة. كما ان المر مرتبط بالقوى الأنثوية.
- البنزوين - تأثير النقاء.
- خشب الصندل - تأثير عبادي ونقائي.
- الكوبال - غالبًا ما يتم حرقه للتطهير، للتطهير الروحي وكذلك لتطهير الأشياء المادية. الكوبال هو في الواقع مصطلح عام يشير إلى أنواع مختلفة من الراتنجات. تشمل الأصناف الأبيض والأسود والذهبي.
- دم التنين - يحرق من أجل الحب والقوة والشجاعة ويمكن استخدامه لإضافة قوة إلى أي عمل إملائي.
- الصنوبر والأرز - يساعدان في تطهير مساحة الطاقة السلبية.

### البخور في العبادة المسيحية
- الدخان المقدس: استخدام البخور في الكنيسة الكاثوليكية.
- البخور (موسوعة شاف هيرزوغ الجديدة للمعرفة الدينية، المجلد. الخامس)
- الموسوعة الكاثوليكية (1917) عن البخور
- أسئلة EWTN الكاثوليكية: لماذا يستخدم البخور أثناء القداس؟
- تعليمات عامة عن كتاب القداس الروماني (GIRM) - السخط
- العادات الليتورجية لكنيسة المجيء، بوسطن (الأسقفية) - ثوريفر
- سبب البخور (اللوثرية)
- وثيقة رؤساء الأساقفة حول شرعية الاستخدام الليتورجي للبخور من عام 1899.

### البخور في التقاليد اليهودية
- الأهمية الروحية للقطورة - الحاخام أفراهام ساتون